# Chenopodium striatiforme
Chenopodium striatiforme — вид квіткових рослин з родини щирицевих (Amaranthaceae). Ймовірно, він походить із Центральної Азії, але сьогодні він широко поширений у всьому світі (наприклад, на Далекому Сході, у Південній та Центральній Європі, Північній Америці).

## Середовище проживання
Росте в рудеральних місцезростаннях — у виїмках, купах, біля основи стін, на залізничних станціях, у теплих районах і як польовий бур'ян, особливо на коренеплодах.

## Біоморфологічний опис
Трав'яниста однорічна рослина. Стебло 40–120 см заввишки, зазвичай яскраво червоне і смугасте, гіллясте від основи, гілки рівномірно розташовані, дугасті. Листки темно-зелені, на пізній стадії з помітними червоними краями, цілі або неправильно дрібнозубчасті, 2–8 см завдовжки, від вузькояйцювато-ланцетних до довгастих. Суцвіття складається зі щільних, звужених волотей до колосків порівняно дрібних, багатоквіткових, кулястих, майже безлистих китицей. Оцвітина до 1/3 зрощена, лише злегка запушена, не повністю прикриває рильце.